# Ин Инь
Ин Инь (кит. упр. 英茵, 28 марта 1916 года — 23 января 1942 года) — китайская актриса.

## Биография
Родилась в Пекине в театральной семьи дочери Ин Ляньчжи.
Снималась в фильмах «Фестиваль Цинмин» 1936 г. (清明时节), «Старый и новый Шанхай» 1935 г. (New and old on the Beach), «Красная бегония» 1936 г., «Перекрестки» 1937 г. (Crossroads), «Мечта вселенной» 1937 г (Dream Universe), «В интересах детей планеты» 1941 г. (Children of the World) и др. 
Во время японской оккупации Гонконга в 1942 году она работала на китайскую разведку. Помогала китайскому резиденту в Гонконге. Японцы поймали его и расстреляли. Ин Инь, любившая его, не вынесла это и покончила с собой, приняв большую дозу опиума. 

### Смерть
23 января 1942 года покончила жизнь самоубийством в комнате 708 на 10-м этаже парк-отеля в Шанхае.